# Лили Филипс
Лилијан Дејзи Филипс (енгл. Lillian Daisy Phillips; Дарбишир, 23. јул 2001) британска је порнографска глумица. Крајем 2024. објавила је видео на OnlyFans у ком има секс са 101 мушкарцем. Касније је изјавила како јој је план да има секс са 300 мушкараца у дану, а потом и 1.000. Често снима с колегиницом Бони Блу.

## Биографија
Рођена је 23. јула 2001. у Дарбиширу. Родитељи су јој власници успешне фирме за чишћење. Након што је студирала нутриционизам, постала је позната путем платформе Instagram, где јој је садржај постајао све експлицитнији. Изјашњава се као феминисткиња.
Након што је схватила да на универзитету има секс бесплатно, почела је да снима и објављује експлицитно порнографске видео-снимке. Након што је открила да ни сексуалне слике ни секс не доносе довољан приход њеном OnlyFans налогу, организовала је такмичење у којем је победник имао секс са њом и почела је да снима прилагођене видео-снимке и прима телефонске позиве обожавалаца.